# Луций Тарквиний Колатин
Луций Тарквиний Колатин (на латински: Lucius Tarquinius Collatinus) заедно с Луций Юний Брут са първите консули на младата Римска република. Тя е основана през 509 пр.н.е., след изгонването на последния цар Тарквиний Горди, чийто най-малък син (Секст Тарквиний) изнасилва Лукреция, съпругата на Луций Тарквиний Колатин.

## Биография
Син е на Егерий, който е син на Арун – брат на петия римски цар Луций Тарквиний Приск. Егерий е изпратен от своя чичо Луций Тарквиний Приск като управител на малкия албански град Колация, което дава когномена на сина му. По време на обсадата на Ардеа водачите на римляните започват да спорят за достойнствата на своите жени и ги посещават ненадейно, за да намерят най-непорочната. Съпругата на Колатин, Лукреция, е избрана за най-непорочната. Секст Тарквиний, синът на седмия и последен римски цар Луций Тарквиний, харесал Лукреция и я посещава след няколко дена. Тя го приема с почести, но той я изнасилва през нощта.
Лукреция пише на баща си и съпруга си за случилото се и те заедно с Луций Юний Брут и Публий Валерий Попликола идват при нея. Тя взема от тях клетвата за нейното отмъщение и след това се самоубива. След това Колатин се включва в движението на Брут за премахване на царското владичество.
След успешното изгонване на царя, Колатин и Брут са избрани за първа консулска двойка. Колатин трябва да напусне консулската си служба заради недоверието на населението на Рим към него като роднина на бившите царе и отива в изгнание в Лавиниум, южно от езерото Албано.